# Match de prestidigitation
Match de Prestidigitation (em português:"concurso de prestidigitação") é uma produção francesa do diretor Georges Méliès. Lançado em 1904 é um filme mudo em preto e branco.
Aparece com os números 542-544 no catálogo da Star Film Company, sob o nome em inglês "A Wager Between Two Magicians, or Jealous of Myself ".

## Sinopse
O curta metragem de apenas 2 minutos, apresenta um mágico de circo que consegue se dividir em dois, realizando truques de magica com sua "cópia". Logo após os truques eles se juntam em apenas um. O personagem é interpretado pelo próprio Méliès.

## História
Produzido por Méliès em 1904, o filme foi encontrado em outubro 2016, dentro de uma lata rotulada com o nome de outra obra do diretor. O material foi doado ao Arquivo Nacional de Cinema de Praga, na República Tcheca, anonimamente. Durante a exibição do filme, um dos técnico do Arquivo Nacional verificou que não se tratava do filme de estava inscrito na lata: Les transmutations imperceptibles, e sim uma obra considerada perdida durante décadas.

## Galeria de imagens

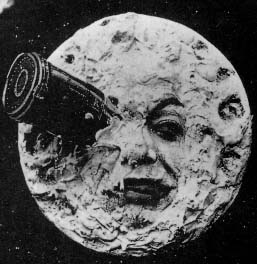
Le Voyage dans la lune, Filme mais famoso de Méliès
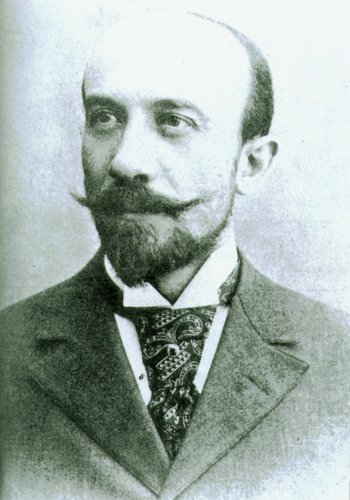
Georges Méliès
Sua assinatura no Filme Le Voyage dans la lune